# ISO 31-11
L'ISO 31-11:1992 est l'ancienne partie de la norme internationale ISO 31 qui définit « les signes et symboles mathématiques à utiliser dans les sciences physiques et la technologie. » Elle a été remplacée en 2009 par la norme ISO 80000-2:2009 puis révisée en 2019 en tant que ISO-80000-2:2019.
Ses définitions incluent ce qui suit :

## Logique mathématique
| Signe | Utilisation           | Nom du symbole             | Sens et énoncé                                             | Remarques |
| ----- | --------------------- | -------------------------- | ---------------------------------------------------------- | --- |
| ∧     | p ∧ q                 | Signe de conjonction       | p et q                                                     | |
| ∨     | p ∨ q                 | Signe de disjonction       | p ou q ou les deux                                         | |
| ¬     | ¬ p                   | Signe de négation          | Négation de p; non p                                       | |
| ⇒     | p ⇒ q                 | signe d'implication        | p entraîne q; p implique q                                 | Peut aussi s'écrire q ⇐ p . → est parfois utilisé. |
| ⇔     | p ⇔ q                 | Signe d'équivalence        | p ⇒ q et q ⇒ p; p équivaut à q                             | ↔ est parfois utilisé. |
| ∀     | ∀x∈A p(x) (∀x∈A) p(x) | Quantificateur universel   | Pour tout x appartenant à A, la proposition p(x) est vraie | Si le contexte permet de savoir clairement quel est l'ensemble de A considéré, on peut utiliser la notation ∀x p(x)                                                                                   |
| ∃     | ∃x∈A p(x) (∃x∈A) p(x) | Quantificateur existentiel | Pour au moins un élément x de A, p(x) est vrai             | Si le contexte permet de savoir clairement l'ensemble A considéré, on peut utiliser la notation ∃xp(x). ∃! est utilisé pour indiquer l'existence d'un élément et d'un seul pour lequel p(x) est vrai. |

## Ensembles
| Signe                        | Utilisation                             | Sens et énoncé                                                                     | Remarques |
| ---------------------------- | --------------------------------------- | ---------------------------------------------------------------------------------- | --- |
| ∈                            | x ∈ A                                   | x appartient à A; x est un élément de l'ensemble A                                 | |
| ∉                            | y ∉ A                                   | y n'appartient pas à A; y n'est pas un élément de l'ensemble A                     | La barre de négation peut aussi être verticale. |
| ∋                            | A ∋ x                                   | L'ensemble A contient x (comme élément)                                            | A ∋ x a la même signification que x ∈ A. |
| ∌                            | A ∌ y                                   | L'ensemble A ne contient pas y (comme élément)                                     | A ∌ y a la même signification que y ∉ A. La barre de négation peut aussi être verticale. |
| { }                          | {xi, x2, ..., xn}                       | Ensemble dont les éléments sont x1, x2, ..., xn                                    | S'écrit aussi {xi:i ∈ I} où I est un ensemble d'indices. |
| { ∣ }                        | {x ∈ A ∣ p(x)}                          | Ensemble des éléments de A pour lesquels la proposition p(x) est vraie             | Exemple {x ∈ {\displaystyle \mathbb {R} } ∣ x ⩽ 5}Si le contexte permet de savoir clairement quel est l'ensemble A considéré, on peut utiliser la notation {x ∣ p(x)}. Exemple {x ∣ x ⩽ 5} |
| Card                         | Card (A)                                | Nombre d'éléments de A; cardinal de A                                              | |
| ∅                            |                                         | Ensemble vide                                                                      | |
| {\displaystyle \mathbb {N} } |                                         | Ensemble des (nombres) entiers naturels                                            | {\displaystyle \mathbb {N} } = {0, 1, 2, 3, ...} L'exclusion de zéro est notée par un astérisque, {\displaystyle \mathbb {N} }*. {\displaystyle \mathbb {N} }k = {0, 1, ..., k − 1} |
| {\displaystyle \mathbb {Z} } |                                         | Ensemble des (nombres) entiers                                                     | {\displaystyle \mathbb {Z} } = {..., −2, −1, 0, 1, 2, ...} L'exclusion de zéro est notée par un astérisque, {\displaystyle \mathbb {Z} }*. |
| {\displaystyle \mathbb {Q} } |                                         | Ensemble des (nombres) rationnels                                                  | L'exclusion de zéro est notée par un astérisque, {\displaystyle \mathbb {Q} }* |
| {\displaystyle \mathbb {R} } |                                         | Ensemble des (nombres) réels                                                       | L'exclusion de zéro est notée par un astérisque, {\displaystyle \mathbb {R} }* |
| {\displaystyle \mathbb {C} } |                                         | Ensemble des (nombres) complexes                                                   | L'exclusion de zéro est notée par un astérisque, {\displaystyle \mathbb {C} }* |
| [,]                          | [a,b]                                   | Intervalle fermé dans {\displaystyle \mathbb {R} } de a (inclus) à b (inclus)      | [a,b] = {x ∈ {\displaystyle \mathbb {R} } ∣ a ⩽ x ⩽ b} |
| ],] (,]                      | ]a,b] (a,b]                             | Intervalle semi-ouvert dans {\displaystyle \mathbb {R} } de a (exclu) à b (inclus) | ]a,b] = {x ∈ {\displaystyle \mathbb {R} } ∣ a < x ⩽ b} |
| [,[ [,)                      | [a,b[ a,b)                              | Intervalle semi-ouvert dans {\displaystyle \mathbb {R} } de a (inclus) à b (exclu) | [a,b[ = {x ∈ {\displaystyle \mathbb {R} } ∣ a ⩽ x < b} |
| ],[ (,)                      | ]a,b[ (a,b)                             | Intervalle ouvert dans {\displaystyle \mathbb {R} } de a (exclu) à b (exclu)       | ]a,b[ = {x ∈ {\displaystyle \mathbb {R} } ∣ a < x < b} |
| ⊆                            | B ⊆ A                                   | B est inclus dans A; B est contenu dans A; B est une partie de A                   | Tous les éléments de B appartient à A. ⊂ est aussi utilisé. |
| ⊂                            | B ⊂ A                                   | B est strictement inclus dans A; B est strictement contenu dans A                  | Tout élément de B appartient à A, mais B n'est pas égal à A. Si ⊂ est utilisé pour "inclus", ⊊ doit être utilisé pour "strictement inclus". |
| ⊈                            | C ⊈ A                                   | C n'est pas inclus dans A; C n'est pas contenu dans A; C n'est pas une partie de A | ⊄ est aussi utilisé. La barre de négation peut aussi être verticale. |
| ⊇                            | A ⊇ B                                   | A contient B (comme partie)                                                        | A contient tout élément de B. ⊃ est aussi utilisé. A ⊇ B a la même signification que B ⊆ A. |
| ⊃                            | A ⊃ B.                                  | A contient B strictement                                                           | A contient tout élément de B, mais A n'est pas égal à B. Si ⊃ est utilisé pour "contient", ⊋ doit être utilisé pour "contient strictement". |
| ⊉                            | A ⊉ C                                   | A ne contient pas C (comme sous-ensemble)                                          | ⊅ est aussi utilisé. La barre de négation peut aussi être verticale. A ⊉ C a la même signification que C ⊈ A. |
| ∪                            | A ∪ B                                   | Réunion de A et B                                                                  | Ensemble des éléments appartenant à A, ou à B ou à A et à B. A ∪ B = { x ∣ x ∈ A ∨ x ∈ B } |
| ⋃                            | {\displaystyle \bigcup _{i=1}^{n}A_{i}} | Réunion des ensembles A1, ..., An                                                  | {\displaystyle \bigcup _{i=1}^{n}A_{i}=A_{1}\cup A_{2}\cup \ldots \cup A_{n}}, l'ensemble des éléments appartenant au moins à un des ensembles A1, ..., An. {\displaystyle \bigcup {}_{i=1}^{n}} et {\displaystyle \bigcup _{i\in I}}, {\displaystyle \bigcup {}_{i\in I}} sont aussi utilisés, où I est un ensemble d'indices. |
| ∩                            | A ∩ B                                   | Intersection de A et B, s'énonce A inter B                                         | Ensemble des éléments appartenant à la fois à A et à B. A ∩ B = { x ∣ x ∈ A ∧ x ∈ B } |
| ⋂                            | {\displaystyle \bigcap _{i=1}^{n}A_{i}} | Intersection des ensembles A1, ..., An                                             | {\displaystyle \bigcap _{i=1}^{n}A_{i}=A_{1}\cap A_{2}\cap \ldots \cap A_{n}}, l'ensemble des éléments appartenant à la fois à A1, ..., An. {\displaystyle \bigcap {}_{i=1}^{n}} et {\displaystyle \bigcap _{i\in I}}, {\displaystyle \bigcap {}_{i\in I}} sont aussi utilisés, où I est un ensemble d'indices.                 |
| \                            | A \ B                                   | Différence de A et de B; A moins B                                                 | Ensemble des éléments de A n'appartenant pas à B. A ∖ B = { x ∣ x ∈ A ∧ x ∉ B } Il convient de ne pas utiliser A − B. |
| ∁                            | ∁AB                                     | Complémentaire de la partie B de A                                                 | Ensemble des éléments (d'un ensemble A) n'appartenant pas à la partie B de A. Si le contexte permet de savoir clairement quel est l'ensemble A considéré, le symbole A est souvent omis. On a aussi ∁AB = A ∖ B |
| (,)                          | (a, b)                                  | Couple a, b                                                                        | (a, b) = (c, d) si et seulement si a = c et b = d. ⟨a, b⟩ est aussi utilisé. |
| (,...,)                      | (a1, a2, ..., an)                       | n-uplet; multiplet                                                                 | ⟨a1, a2, ..., an⟩ est aussi utilisé. |
| ×                            | A × B                                   | Produit (cartésien) de A et de B                                                   | Ensemble des couples (a, b) pour lesquels a ∈ A and b ∈ B. A × B = { (a, b) ∣ a ∈ A ∧ b ∈ B } A × A × ⋯ × A est noté An, où n est Le nombre de facteurs du produit. |
| Δ                            | ΔA                                      | Ensemble des couples (x, x) de A × A, avec x ∈ A; diagonale de A × A               | ΔA = { (x, x) ∣ x ∈ A } idA est aussi utilisé. |

## Symboles divers
| Signe | Signe                                                       | Utilisation | Sens, énoncé                     | Remarques et exemples |
| HTML  | TeX                                                         | Utilisation | Sens, énoncé                     | Remarques et exemples |
| ----- | ----------------------------------------------------------- | ----------- | -------------------------------- | --- |
| =     | {\displaystyle =}                                           | a = b       | a est égal à b                   | ≡ peut être utilisé pour souligner le fait qu'une égalité est une identité.                                                                   |
| ≠     | {\displaystyle \neq }                                       | a ≠ b       | a est différent de b             | La barre de négation peut aussi être verticale.                                                                                               |
| ≝     | {\displaystyle {\stackrel {\mathrm {def} }{=}}}             | a ≝ b       | a est égal par définition à b.   | Exemple p ≝ mv, où p est la quantité de mouvement, m la masse et v la vitesse. := est aussi utilisé.                                          |
| ≙     | {\displaystyle {\stackrel {\wedge }{=}}}                    | a ≙ b       | a correspond à b                 | EXEMPLES Étant donné que E= kT, 1 eV≙ 11 604,5 K. Lorsque 1 cm sur une carte correspond à une longueur de 10 km, on peut écrire 1 cm ≙ 10 km. |
| ≈     | {\displaystyle \approx }                                    | a ≈ b       | a est approximativement égal à b | Le symbole ≃ est réservé pour "est asymptotiquement égal à".                                                                                  |
| ∼ ∝   | {\displaystyle {\begin{matrix}\sim \\\propto \end{matrix}}} | a ∼ b a ∝ b | a est proportionnel à b          | |
| <     | {\displaystyle <}                                           | a < b       | a est strictement inférieur à b  | |
| >     | {\displaystyle >}                                           | a > b       | a est strictement supérieur à b  | |
| ⩽     | {\displaystyle \leq }                                       | a ⩽ b       | a est inférieur ou égal à b      | Les symboles ≤ et ≦ sont aussi utilisés. |
| ⩾     | {\displaystyle \geq }                                       | a ⩾ b       | a est supérieur ou égal à b      | Les symboles ≥ et ≧ sont aussi utilisés. |
| ≪     | {\displaystyle \ll }                                        | a ≪ b       | a est très inférieur à b         | |
| ≫     | {\displaystyle \gg }                                        | a ≫ b       | a est très supérieur à b         | |
| ∞     | {\displaystyle \infty }                                     |             | Infini                           | |